# احتجاجات عمال ارامكو 1952
انتفاضة عمال الظهران ورأس تنورة وبقيق 1952- 1958: هي سلسلة من الاحتجاجات والمظاهرات والإضرابات التي قام بها بعض العمال السعوديين والعرب في شركة الزيت العربية الأمريكية شركة أرامكو في الظهران ورأس تنورة وبقيق وهي مدن الصناعات النفطية والتكرير في المنطقة الشرقية من المملكة العربية السعودية
بقيادة عبد العزيز المعمر وعبد الرحمن البهيجان وناصر السعيد وعبد العزيز السنيد وآخرين الذي اسسوا فيما بعد اللجنة العمالية السعودية.
 ولاحقا تأسس مكتب مصلحة العمل والعمال

## التسلسل الزمني للاحتجاجات
في أواخر الأربعينيات ومطلع الخمسينات لاحت في العربية السعودية البوادر الأولى التي تشير إلى أن قوى اجتماعية جديدة لم يعهدها البلد من قبل أبدا أخذت تظهر على المسرح السياسي، وأن نزاعات اجتماعية لم يسبق لها مثيل آخذة في التطور. ولأول مرة طرحت الطبقة العاملية الفتية مطالبها.
جرى أول إضراب لعمال أرامكو عام 1945. وقدمت الإدارة تنازلات وقتية، إذ ضمنت أن يكون العمل لمدة 8.5 ساعة يوميا وستة أيام في الأسبوع، وأن تعطي إجازة سنوية مدفوعة الأجر لمدة أسبوعين وفي أواخر الأربعينات شهدت حقول النفط اضطرابات عمالية جديدة. إزاء هذا الوضع أصدرت الحكومة السعودية في تشرين الأول (أكتوبر) 1947 قانون عمل استخدمت عند وضعه التشريعات المصرية. وحدد أسبوع العمل بستة أيام ويوم العمل بثماني ساعات في كل مؤسسة يزيد عدد العمال المأجورين فيها على العشرة.
شكل عمال أرمكو عام 1952 لجنة بمثابة نقابة، وفي العام التالي بدأوا كفاحهم بحزم. فقد طالبوا بضمان حق التنظيم النقابي وزيادة الأجور وقطع دابر التمييز العنصري وتوفير مساكن جديدة للعمال ودفع أجور النقل واعتماد اللغة العربية في المدارس. وامتنعت إدارة أرامكو عن تنفيذ هذه المطالب، وأيدتها عملاي اللجنة الملكية الخاصة، واعتقل 12 عضوا من اللجنة العمالية. وفي 17 تشرين الأول (أكتوبر) بدأ إضراب شارك فيه زهاء عشرين ألفا من العمال السعوديين والعرب في أرامكو، وأعرب بعض سكان المنطقة الشرقية عن تعاطفهم مع المضربين، إذ أن الموقف من الأمريكان وثرائهم ونمط حياتهم كان سلبيا أو عدائيا.
أعلنت الأحكام العرفية في حقول النفط، ونقل إلى المنطقة مع اللجنة العمالية والقبول بالكثير من مطالب المضربين : زيادة الأجور بنسبة 12-20% وتزويد العمال بملابس العمل والغذاء وتوفير وسائط النقل ومنحهم درجات تأهيلية أعلى. وأطلق سراح المعتقلين من أعضاء اللجنة وأعيدوا إلى أعمالهم، ولكن العمال لم يحصلوا على حق التنظيم النقابي. وقد انتهى الإضراب في الأول من تشرين الثاني (نوفمبر). بدأ أن الإضراب يعني بداية مرحلة جديدة نوعيا في الحركة العمالية بالعربية السعودية. وبالفعل استمرت في السنوات الثلاث التالية المفاوضات بين ممثلي العمال والشركات، وتولت لجنة ملكية خاصة النظر في النزاع. ولكن السعي للحيلولة دون وجود حركة عمالية منظمة كان القاسم المشترك بالنسبة للسلطات السعودية والشركات.
شكلت أرامكو مايسمى بـ(لجان الاتصال)، وكلفت شكليا بدراسة مطالب العمال لتفادي النزاعات. أما في الواقع فإن هذه اللجان كانت تبحث عن (العناصر الحربية) وتلاحق النشطاء من العمال. عام 1956، حينما أدت الأحداث الثورية في مصر إلى تعاظم الحركة المناهضة للإمبريالية في سائر البلدان العربية، أصبحت المنطقة الشرقية المركز الطبيعي للتحركات الجماهيرية. وعندما وصل الملك سعود إلى الظهران في 9 تموز (يوليو) 1956 استقبلته مظاهرة جماهيرية ترفع شعارات مناهضة للإمبريالية وطالب المتظاهرون بإجلاء القاعدة الأمريكية. وسلمت إلى الملك مطالب العمال وهي : الاعتراف رسميا باللجنة التي انتخبوها وزيادة علاوة غلاء المعيشة وزيادة الأجور وتقليص يوم العمل ووقف التسريح الكيفي ومساواة العمال المحليين والأمريكان في الحقوق وإلغاء التمييز العنصري وإصدار قانون يكفل بحقول عمال أرامكو ويحمي كرامتهم.
بعد مرور يومين، في الحادي عشر من تموز (يوليو)، أصدر الملك مرسوما يمنع كل الإضرابات والمظاهرات ويوقع على المخالف عقوبة الحبس لمدة لاتتجاوز الثلاث سنوات. بدأت حملة اعتقال وتعذيب العمال النشطاء وفق قوائم أعدتها الأجهزة الخاصة لأرامكو. وفي 17 تموز (يوليو) أعلنت اللجنة المركزية للعمال السعوديين الإضراب العام، كان من بين المطاليب التي طرحتها الطليعة الواعية من العمال : سن الدستور وإجازة الأحزاب السياسية والتنظيمات الوطنية وتقنين حق التنظيم النقابي وإلغاء المرسوم الملكي حول حظر الإضرابات وإيقاف تدخل أرامكو في شئون البلد الداخلية وإجلاء القاعدة الأمريكية من الظهران وإطلاق سراح المعتقلين كافة. من المستبعد أن تكون جماهير العمال في الخبر والدمام والظهران قد بلغت آنذاك المستوى العالي من الوعي البروليتاري والسياسي يؤهلها للدفاع عن مثل هذه المطالب لذا فإن الإضراب القصير لم يعطل عمل حقول النفط. وقد اعتقل مئات الأشخاص وعذبوا وصدرت أحكام بالحبس لمدة مختلفة والطرد من البلاد.
جرى الإضراب الأول بعد مرسوم الحظر الصادر عام 1956، سنة 1958 حينما توقف السواق العاملين لدى إحدى المقاولين عن العمل احتجاجا على الساعات الإضافية. ولكن من المهم الإشارة إلى أن الاضطرابات العمالية عام 1956 كانت آخر تحرك كبير تقوم به البروليتاريا السعودية من الخمسينات إلى السبعينات.